# Warszojer Judisze Cajtung
Warszojer Judisze Cajtung (Warschauer Jüdische Zeitung) war die erste jiddische Zeitung in Polen. Sie erschien in Warschau von 1867 bis 1868.

## Geschichte und Inhalte
Am 8. Februar 1867 erschien die erste Ausgabe der Warszojer Judiszen Cajtung. Der Herausgeber war Hillel Glatsztern. Sie erschien wöchentlich und berichtete über Neuigkeiten, außerdem enthielt sie Erzählungen und weitere literarische Texte, Berichte über wissenschaftliche Erkenntnisse, einen Aufruf an reichere Juden, sie mögen mehr Arbeitsplätze für ärmere Juden schaffen, und vieles mehr.
Die Zeitung erschien in einer geringen Auflage. Sie wurde am 23. (11.) Januar 1868 nach der 54. (oder 50.?) Ausgabe   wieder eingestellt.